# 八通關草原

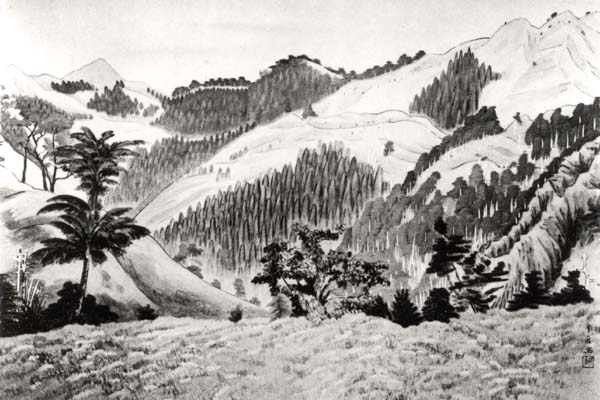
日本畫家村上無羅所繪《八通關》即是八通關草原。

八通關草原，台灣一片位在八通關的草原，位於玉山山脈與中央山脈之間鞍部上，其行政區屬南投縣信義鄉東埔村。八通關草原由玉山箭竹與高山芒形成當地的植物社會中優勢物種，面積約100公頃，其中以玉山箭竹覆蓋率佔80%，分布集中於八通關山屋周邊區域，使之成為「箭竹草原」。由於法國菊、毛地黃等外來種入侵，對八通關草原的原有生態造成失衡，以及有火災干擾對生態演替與族群發展產生變化，人類活動的衝擊會帶來植被景觀的改變，也提高人為用火發生火災的機率，若長年不發生火災，八通關草原未來的演替會持續朝向森林發展。
1980年代，因新中橫公路計畫通過八通關草原，為維護生態與景觀保存，故設立玉山國家公園，並依國家公園法將土地利用型態劃屬生態保護區。由於草原被八通關古道穿過，位置要居聯繫東埔登山口、中央山脈、玉山群峰，故向來是登山人士路經之地，人類的登山活動持續地對玉山國家公園的生態有著干擾衝擊存在，為有效減低對生態的衝擊程度與影響層面，玉山國家公園管理處採行承載量管制。目前，八通關草原仍由玉山國家公園管理處維護中，保育工作優先，學術研究與登山活動都得經過申請許可後，才能進入園區內從事活動，每當颱風期間，將會予以禁止一切園內活動。

## 環境概述
八通關草原之年均溫 4.9 ℃，全年氣溫不過 10 ℃，以 8月份氣溫為分水嶺，開始就逐漸下降至 1月份最冷，月均溫 2.3 ℃，渡過雪季後，氣溫逐漸攀升，至夏季則有高於 6 ℃以上氣溫，但全年仍是處於低溫寒冷的氣候。年平均降雨量 387.8 毫米，6月～ 7月達到高峰，月平均降雨量超過 500 毫米以上，之後到11月則低於 100毫 米，直到翌年2月回升 100 毫米以上，故降雨型態呈夏雨冬乾。陳正祥利用桑士偉氣候分類法劃分，八通關草原屬於寒帶重濕氣候（AC'）。然而，八通關草原缺乏長期監測之氣象站，故氣溫及雨量是依據日治時期八通關駐在所之觀測記錄。
玉山之十字稜東延至鞍部，再繼續東延至秀姑巒山，這處鞍部即八通關草原，座落於玉山山脈與中央山脈之間，故周邊群山圍繞，全域高度約 2800 ～ 2955 公尺。正因八通關草原是處鞍部地形，分隔濁水溪水系與荖濃溪水系，形成谷中分水嶺。南方之荖濃溪於此由東北轉向東南行，此乃受到構造線的影響。位於西北方的金門峒斷崖是陳有蘭溪之源頭，因向源侵蝕而呈現一片崩坍地形，目前正持續朝向南方的荖濃溪發展河川襲奪。
八通關草原經歷數次火災，玉山箭竹與高山芒由鞍部至山坡面皆有生長，直到稜線、山頂改由高山植物或裸岩取代。在鞍部的低窪處有出現積水的現象，據陳玉峰在《八通關山－東埔溫泉沿線植被調查報告》指出，該地可能是古河道的遺跡，故而表土濕潤泥濘，其生育地適合玉山箭竹，族群密佈於八通關草原正中央，往外圍則漸出現與高山芒混生之群叢。金門峒斷崖之頂稜因環境乾燥，少見有高山植物生長。至於玉山箭竹、高山芒或喬木類等植群則完全不見其蹤跡，相對於南方的荖濃溪谷，環境封閉且陰濕，受風干擾程度低，有大量的鐵杉族群密佈生長，構成溪谷森林景觀，林下玉山箭竹較於草原上族群顯得高大，除了破空有陽光照射，干擾玉山箭竹的生長，可反映出該族群對林下環境的喜好。綜觀整個玉山地區，據陳玉峰的調查認為，北坡面則多為鐵杉，南坡面則多為台灣二葉松，如此的分化現象，可能是受到火災干擾有關。就垂直分布而言，八通關草原之年均溫低於10℃，又為冷杉與鐵杉交會地帶，反映出冷溫帶氣候。

## 植被

### 垂直分布
八通關草原相對於周邊所呈現出植被景觀的不同，乃是隨海拔高度之變化，由氣候、地形、基質與演替效應反映出植群的垂直分布。據陳玉峰所做的植被帶剖面，自海拔3335公尺八通關山開始，高度往下降至海拔約 2600 公尺荖濃溪谷，依序是：玉山圓柏／冷杉交會帶、冷杉林帶、鐵杉林帶、鐵杉／雲杉交會帶。玉山圓柏出現於八通關山之西南坡，海拔 3200 公尺以上可見其蹤跡，因土壤化育不佳，故能與冷杉林共存，散生於岩稜或岩隙，其社會則與玉山杜鵑、台灣刺柏、森氏杜鵑為共同之優勢。當高度下降至冷杉林帶，雖氣候環境與玉山圓柏之生育地相似，因土壤層的差異與物種競爭，最終替換成冷杉為主的社會，其個體可下降至海拔 2700 公尺生長。鐵杉林帶位於海拔 2600 ～ 3150 公尺之間，涵蓋整個八通關草原全域，如今會被高山芒、玉山箭竹所取代，乃受火焚而使草原上鐵杉族群瓦解，該族群已退居荖濃溪谷，因喜好潮濕環境，若非猛烈火勢入侵，不致會延伸至荖濃溪谷。雲杉的上部雖與鐵杉重疊，但在八通關草原則不然，海拔 2700 ～ 2850 公尺之間分布著雲杉，且該區的雲杉林幾乎取代鐵杉的地位，其兩者共存程度甚高，若高度低於海拔 2700 公尺以下，形成與台灣華山松組成之優勢社會。

### 植群分析
據郭城孟的調查八通關草原，植被型態可分成：鐵杉森林、台灣二葉松森林、台灣馬醉木—紅毛杜鵑開放灌叢、玉山箭竹草生地、高山芒—玉山箭竹草生地、高山芒—玉山箭竹草生地及枯木林。其主要植被是高山芒—玉山箭竹草生地及枯木林構成，面積 101 公頃，其次是高山芒—玉山箭竹草生地，面積 76.5 公頃，這兩型大多分布在開闊地，環境中性，深受火災干擾所致的植群。八通關草原的次生植物有：蓼科虎杖，碗蕨科巒大蕨，楊柳科褐毛柳，鹿蹄草科單花鹿蹄草，景天科玉山佛甲草，莎草科玉山針藺，菊科法國菊、川上氏薊、尼泊爾籟簫，石松科地刷子，石竹科玉山石竹，柏科玉山圓柏、台灣刺柏，松科台灣二葉松、台灣華山松，玄參科玉山碎雪草，金絲桃科玉山金絲桃，薔薇科玉山懸鉤子、玉山假沙梨、高山薔薇、台灣鋪地蜈蚣，桔梗科高山沙參，杜鵑花科紅毛杜鵑、高山白珠樹、台灣馬醉木，龍膽科台灣龍膽、黃斑龍膽、披針葉肺形草、巒大當藥，百合科台灣百合、台灣粉條兒菜。
鐵杉只出現於溪谷或陰濕環境，在整個玉山地區的植被，南坡受光充足，多為台灣二葉松，北坡則環境陰寒，多為鐵杉，由八通關山可見其差異。在鐵杉林下的伴生植物有玉山箭竹、高山白珠樹及大量苔蘚類植物。台灣二葉松的生育地多為稜脊或陡坡，分布集中於八通關西峰之西南坡及南向各坡面，出現在有崩塌與火災跡地，並發現草原中央有零星幾棵台灣二葉松生長，可能為火災的適存植群之一。台灣馬醉木—紅毛杜鵑開放灌叢分布在海拔 2940 公尺至海拔 2926 公尺之連稜南坡面，以及海拔 2870 公尺山頭部分。玉山箭竹分布較於集中，在草原中央之低窪處全被玉山箭竹被覆，因生育地較為潮濕，使周邊的高山芒難以入侵，故該區呈玉山箭竹為優勢的社會。其伴生植物有高山薔薇、高山白珠樹、虎杖等。高山芒—玉山箭竹草生地分布在八通關西峰之山頂，以及在海拔 2940 公尺至海拔 2928 公尺之連稜脊線上，生育環境中性，坡度 25～ 45 度，唯局部環境乾燥不見玉山箭竹，高山芒於稜線南面則呈叢狀生長，該區的植物社會以紅毛杜鵑、台灣馬醉木等灌木類及玉山箭竹、高山芒為優勢。在高山芒—玉山箭竹草生地遺留的枯木林，這現象表示該區曾受火災焚燬，據郭城孟依照樹型判斷，枯木林之樹種應屬台灣二葉松，分布於八通關西峰之西向坡面，以及海拔 2870 公尺周圍山坡、海拔 2928 公尺之西向坡面，生育環境與高山芒—玉山箭竹草生地相似，同為火災跡地。在八通關西峰頂處之所以會沒有玉山箭竹的蹤跡，也不見於鐵杉、冷杉、台灣二葉松等高大的喬木生長，主要是環境惡劣，周邊沒有任何地形屏障，使得山頂風化甚劇，土壤化育不佳，碎石遍地，使得植被覆蓋度低，擁有的水土保持能力不良，生長於岩縫中有玉山佛甲草、尼泊爾籟簫、台灣刺柏等植物。

## 火災

### 火災跡地
據德國探險家史德培博士（Dr. Karl Theodor Stöpel）在1898年攀登玉山的記錄中記載，八通關分水嶺兩邊的原住民獵人長年來習慣在經過八通關草原通往獵場時，經常以放火燒草原的方式燒出方便通過濃密植被的路徑，以及在冬天保暖。:57,64,82,86-88,92
日本博物學家鹿野忠雄記載台灣高山次要的植物景觀，最顯著的是海拔九千至一萬尺（海拔約2700–3000公尺）的草原，通常在森林界線以內，也認為大多是因為原住民燒山火耕墾植的結果。:264
據1983年1月4日與1993年2月25日發生的火災，分析後結果認為八通關草原的起火點在山屋附近，可能是人為引火不慎所致，但也可能是冬季天乾物燥，林木含水份低與地表堆積枯葉而產生自燃。透過航測技術攝影可知，火災跡地的分布範圍受制於地形與氣候，上達稜線，下至溪澗，因此使火勢只呈東西方向蔓延燃燒，最長可達3930公尺，南北則約900公尺。這是因為稜線處的地勢較高，易受風襲影響火勢，加上碎石遍地，表土裸露，使火災因沒有獲得足夠的可燃材料繼續蔓延；相對於往低處延燒的火勢，一遇上山溝、溪谷等陰濕環境不利於火勢蔓延，使生長於荖濃溪谷的鐵杉森林能得於倖存。透過八通關山之南向坡面可見「上部呈枯木林立，下部卻巨木參天」的植被景觀，據郭城孟的研究推斷，出現如此反差，可能受到火災干擾所致，使得原本有生長台灣二葉松，火災後殘留下白木林。

### 適存植物
能適存於八通關草原的植物，通常對於火災干擾具有良好的適應力，學界對此稱為「火災適存植物」，其生態發展與火的關係相當密切，為能維持草原景觀，若無火災干擾下，估計需約數十年以上時間得以被鐵杉、冷杉所替代，最終恢復其原貌，然而這只是估計，實際耗費的時間得將各種變因納入考量，因此要完全替代草原景觀，演替歷程可能長達數百年或數千年以上之久。
玉山箭竹擁有地下走莖，故受到土壤層的保護，不受地表上的火災干擾，當箭竹稈、葉等地上部被燃燒枯死，仍可再次萌芽生長，若火災發生過於頻繁，玉山箭竹的稈高則會不及於50公分，當稈高生長到平均30公分上下便停滯，若往森林挺進生長，林下的玉山箭竹因受到樹冠層遮蔽陽光，加上環境潮溼，稈高平均可生長達2公尺以上，最高達5公尺，足以將人給籠罩，然而會有如此的差異，火災則是主因，因此受鐵杉或冷杉密林保護的玉山箭竹，突顯出八通關的矮竹草原景觀，隨火災的發生頻率增加，每逢一次火災，玉山箭竹趨於演化成稈短、稈徑小、側枝多，最終成為外觀上如灌叢般。
高山芒分布上限為海拔2800公尺，然而八通關草原的高度已超過此上限，卻有高山芒族群大量入侵，並與玉山箭竹混生而成一社會型態，此現象可能是當地有局部環境適合其生長，故即使達到高山芒的分布上限，仍能得以適存下來。火災後，當玉山箭竹尚未建立起族群之前，因喜好陽光的高山芒，表土乾燥的生育地不適玉山箭竹生長，高山芒便趁此迅速入侵，該族群以叢生分布為優勢。根據堪薩斯州立大學教授赫伯特（Lloyd Hulbert）研究指出，禾草類植物的傳播機制，在火災後大量下種，可迅速建立起族群，故郭城孟推測，高山芒應可能屬於此一機制之優勢，能得以在八通關草原適存。
台灣二葉松分布於海拔約2500～3300公尺間，由於生態幅度狹窄，其優勢是常與不同物種混生而成的社會，在八通關草原則出現於八通關山之東南坡，其樹木最大胸徑可達100公分。受到台灣二葉松的入侵及人為栽種之故，台灣山區引發的森林火災之樹種，主要來自本身富有松脂，是屬於易燃樹種，又因台灣二葉松喜好陽光充足的環境，每逢冬季少雨時，其落葉堆積於地表，會因乾燥而易引發地表火。
除了上述玉山箭竹、高山芒、台灣二葉松，其它的火災適存植物有鐵杉、冷杉、紅毛杜鵑、台灣馬醉木、巒大蕨。

### 演替發展
八通關草原的植物社會主要為玉山箭竹草生地、高山芒—玉山箭竹草生地，故其演替深受火災干擾而變動，若持續存在著火災干擾，則未來的演替方向會使玉山箭竹的族群發展趨向衰退，終將改變植被景觀。相對地，若環境長期穩定，不受火災干擾，據郭城孟的推估認為，八通關草原朝向台灣鐵杉族群發展，直到極盛相，才完全取代原有草生地環境，使之形成鐵杉林群。然而，八通關草原的演替未有進展，在一直遭受周期性火災的影響，無形中形成一條火災維持線，使植物社會處於一種亞極盛相。
據郭城孟對八通關草原生態調查，以玉山箭竹草生地、高山芒—玉山箭竹草生地推估其演替序列。在不受火災干擾下，草原的周邊森林族群有冷杉、鐵杉，隨幼苗於林緣更新，逐漸往草原推進，此期間在草原因玉山箭竹尚未完全構成群落，釋出的空間由高山芒先行進駐生長，之後是台灣二葉松，由於環境開放，物種競爭較低，林下會有紅毛杜鵑、台灣馬醉木構成灌叢，隨時間的演替，八通關草原可能最終發展為鐵杉林，高山芒則會因生育地逐漸被冷杉、鐵杉佔據，所需的陽光被茂密樹冠給遮蔽，故退出而由玉山箭竹取代，成為鐵杉的林下族群。受到上部有冷杉族群的下遷生長，鐵杉演替更新可與冷杉呈交互發展，據陳玉峰在野外觀察，鐵杉有呈現不連續且無規則更新，相較於冷杉是接近極相理論中連續更新，因此鐵杉的更新速率，在八通關草原除了存在火災為致因之一，還得端視自然老死、族群崩解、地震崩落、母樹下種等因素。

## 保育

### 歷程簡述
台灣的伐木事業可追溯至1666年，日治時期曾經用指定林場開採，以管制伐木，隨二次大戰之需，伐木量大增，直到國民政府遷台後，伐木事業持續進行，然而隨著經濟的發展，濫墾濫伐的現象趨於嚴重，使水土保持的問題逐漸浮現。1970年代，為了減少山坡地流失，以及維護生態環境，林務局除了加強造林之外，也展開保育工作。同一期間，受到國際的保育意識影響，使台灣逐漸興起保育思潮，還有當時周昌弘、林曜松等多位生態學者自美國習得學位之後，紛紛返台投入保育工作。1980年代，正值新中橫公路的興建時期，玉里玉山線計畫將經過八通關草原，為此有王鑫、林俊義、陳仲玉等學者前來實地調查，結果認為八通關草原的生態資源多樣，對於學術界有相當的研究貢獻，並且是清代、日治兩條古道交會於此，該處草原也是位居玉山山脈與中央山脈的接壤地帶，無論是地景、生物、史蹟皆具有保存與維護的價值，若依照道路工法直接將八通關草原穿過，預估未來的10年至30年內，不僅使養護成本呈倍數成長，也因原有棲息地遭受破壞，使生物資源減少或絕跡，相對造成植被景觀產生變化，公路的開發所造成邊坡崩塌會加速水土流失，因此八通關草原不宜開闢新中橫公路。同一期間，費驊、張隆盛等人前往八通關草原視察，有鑑於新中橫公路的開闢所帶來的不良影響，便推動玉山國家公園的設置，是於1985年劃設範圍，並於同年成立管理處，依照國家公園法將八通關草原劃為生態保護區，由於當中被八通關古道穿越，因此也劃為史蹟保存區。現今，八通關草原仍受國家公園法管制，由玉山國家公園管理處進行保育業務與生態維護，凡於區內任何的人為活動皆受管制。

### 威脅與衝擊
1980年代，新中橫公路一度計畫將玉里玉山線開闢經過八通關草原，如今該路線已被終止計畫。由於公路的開闢，無論是高架、隧道、斷面等方式通過，都會為草原生態帶來不良影響，尤以斷面方式直接開挖地表對生態破壞最為嚴重，當公路計畫的路線是通過山坡時，坡腳被挖斷，易因岩層不穩定而引發邊坡崩坍，在穩定的岩層也會因邊坡裸露，直接遭受高山的氣候環境造成風化或凍融等作用的侵蝕，以致土壤化育不全，難以使植物附著生長，往內侵蝕到地層則會破碎，最終成為不穩定岩層。當公路完工通車後，交通便利會使人為活動頻繁，加上車輛經過所產生的噪音、廢氣會造成環境污染，以及為遊憩資源開發而鋪設的人工設施會改變原有土地樣貌，比如：棧木步道、停車場、公共廁所、遊客服務中心等設施。
遊憩活動造成八通關草原的景觀變化與生態衝擊，據劉儒淵調查與分析的結果顯示，以八通關山屋為中心，分布其四周的植物會因距離漸遠，人類活動的干擾相對趨少，呈現植被覆蓋率有80%以上，故能保持較為完整的植被樣貌，可見山屋做為宿營地所產生的生態衝擊程度嚴重，僅剩存可耐踐踏的植物分布於山屋附近。位居交通要衝的八通關草原，其路線匯集自玉山、東埔、大水窟三地，使登山人士必經這處草原，經長年累月的人為活動衝擊下，途經高山芒—玉山箭竹混生地的步道發展出蝕溝，深度50cm～80cm，寬度60cm～100cm，一旁平行的小徑有出現加寬現象，寬度250cm～300cm，與途經玉山箭竹草生地的步道相較，衝擊程度較低，並沒有蝕溝，據劉儒淵分析認為可能與玉山箭竹的稈呈木質化，質地堅硬，以及地下走莖有受土壤層保護下，故能耐踏生存，高山芒則對此之適應力稍弱。再者，也因登山步道直接穿越八通關草原，兩側的邊坡若是未能受到適當保護，隨著逕流水沖蝕，加上高山氣候產生風化、凍融，長年下來則終將使玉山箭竹的地下走莖失去土壤層植固，直接崩落或是日曬枯死，對於玉山箭竹族群發展有不良影響。
八通關草原曾發生兩次火災，分別於1983年1月4日與1993年2月25日。據周天穎在權重分析指出，玉山國家公園引發的森林火災，有39.8%屬於人為用火不慎所致，潛在火災危險區域屬於危險等級有7處，八通關地區則列為其中。火災對於原有生態的回復有著干擾存在，因植物社會在演替更新的過程，火災會汰換掉不適存物種，留下具耐性或可逃避的植物生長，比如玉山箭竹的地下走莖受土壤保護，還有台灣二葉松的皮厚可耐火，又或者冷杉、鐵杉會退居凹谷、溪澗等陰濕環境，對植被景觀有大幅的改變，也因火災燃燒後空出的空間，物種間競爭回歸原始，有機會使外來物種入侵生長，一旦族群擴展過快，優先佔據與擠壓到原生物種的生存，比如法國菊在5月～7月花期盛開，一大遍佈滿整個八通關草原，這種現象被稱為「引進種污染」。此外，林緣會抵抗火災的蔓延，生長於林緣的幼苗、小樹與不耐燃燒的植物，火災將林緣燒盡後，對森林族群的擴展有著制衡，在草原與森林之間的演替更新上，維持著亞極盛相的恆定發展。再著，火災對於生態還會造成地表升溫、改變土壤PH值、增加地表逕流、土壤微生物減少、改變動物的活動行為等不良影響。

### 保育狀況
自1985年成立玉山國家公園後，首要工作以保育為優先，學術研究與教學遊憩則次之，並依國家公園法依地使用現狀而劃設特別景觀區、生態保護區、史蹟保存區、一般管制區，八通關草原納屬生態保護區，當現有的保育狀況受到衝擊時，玉山國家公園管理處會視衝擊程度予以適當管制，若景觀大幅改變或生態失去平衡，則會封鎖該區的脆弱生態，任何活動予以禁止入內，直到自然回復或人工復育的狀況許可則開放。
由於八通關草原已有引進種污染、火災干擾、人為活動的衝擊等三項狀況。法國菊、毛地黃等外來植物入侵佔據，經劉儒淵評估認為這兩物種擠壓到原生植物的生存空間，會對其它族群產生減退或遷移等不良影響，若物種競爭強烈，可能使原生植物絕跡，因此當前的保育則需要採取預警監測，並擬出適宜策略加以控制，防止法國菊、毛地黃過度蔓延，另一方面則加強入山管制，避免因人為的活動，造成當地生態的污染。火災會干擾八通關草原的生態演替，減低植被覆蓋率與改變植物景觀，相對使陽性植物可趁勢進駐萌芽生長，比如高山芒、台灣二葉松等適存植物，若火災發生頻率過高，終將使該地呈地表破碎，岩層裸露，無法提供植物附著生長，因此在入山管制需要留意，並對遊客實施防火宣導，避免因人為用火不慎而發生火災。此外，八通關草原位居交通要塞，上達玉山主峰之頂，下抵東埔出登山口，也是通往秀姑巒山、大水窟山、玉里的要道，故常有登山人士會途經八通關草原，依據劉儒淵野外觀察，人類踩踏造成當地生態在景觀上產生衝擊，因此必須對八通關草原進行承載量管制，對於宿營地點建議由觀高取代八通關，趨使人為活動量轉移，減低當地生態產生不良影響，也為避免登山人士離開步道，恣意踩踏植物，於入山管制就得先行宣導教育。

## 解
1. ↑  高山植物指生長於森林界限之上之植物，且物種的分布中心亦然，高山草原則屬之[3]。對於八通關草原是以箭竹、芒草、混生、巒大蕨等形相存在之次生植被，為區別於高山草原，建議使用「高地草原」對針葉林帶次生草原相之植被所稱之，又或者對玉山箭竹為絕對優勢之次生單位，則建議以「箭竹草原」或「高地木質草原」稱之[3][4]。然而高地草原泛指各種單位存在，對於具有開放社會的八通關草原，不宜採用「高山草原」稱之[3]。
2. ↑  陳玉峰，從事生態保育工作，專長於自然保育、人文生態、台灣自然史等工作領域[14]。1984年設立玉山國家公園後，曾於1985年～1989年擔任保育暨解說課長一職[14]。
3. ↑  「／」表示陳玉峰對於全台灣的植物各優勢間的組合尚未釐清，故不以「—」連接線表示[17]。
4. ↑  郭城孟，現任於臺灣大學生態學與演化生物學研究所兼任副教授一職，專長於應用生態、蕨類植物、植物地理等學術領域[18]。
5. ↑  中性指不同物種或群落之間沒有利害關係，可彼此共存於同一環境[19]。
6. ↑  所列出次生植物的科別，乃查閱於《臺灣的高山植物》記載[20]。
7. ↑  見5。
8. ↑  刊載於《Ecology》一篇〈Causes of  fire effects in tallgrass prairie〉研究[5]。
9. ↑  極盛相，當群落發展到穩定階段，演替不再有所進展，此刻的林下幼苗不易存活，林外物種不易進駐生長，如此社會結構便是極盛[19]。
10. ↑  火災維持線，這是對林緣制衡火災蔓延，與火災抵制森林族群的擴展，無形中存在著一條界線[25]。
11. ↑  亞極盛相，當群落發展維持著周期循環，演替未有進展的變化，如此的演替序列受制於火災干擾，有別於極盛相[5]。
12. ↑  演替序列，當火災將地表上物種全數燒燬，演替回歸到原始階段，此刻開始經歷每一個階段的過程，最終演替成極盛相的穩定結構[19]。
13. ↑  周昌弘，現任於台灣大學生態學與演化生物學研究所教授一職，專長於植物生態學、植物生理學、植物化學生態學[28]。
14. ↑  林曜松，現任於台灣大學生態學與演化生物學研究所教授一職，專長於生物統計、生態、生物多樣性保育等學術領域[29]。
15. ↑  王鑫，現任於中國文化大學地學研究所長一職，專長於景觀研究、地景保育、自然與環境思想等學術領域[31]。
16. ↑  林俊義，東海大學生命科學系退休教授，專長於動物生態學、演化學、野生動物管理學等學術領域[32]。
17. ↑  陳仲玉，現任於中央研究院歷史語言研究所通信研究員一職[33]。
18. ↑  王鑫、林俊義、陳仲玉等學者所調查的結果發表於以下：
  - 《玉山國家公園地理、地質景觀資源調查》[1]
  - 《加速開發地區八通關鄰近區域野生動物資源調查報告》[12]
  - 《八通關古道調查報告》[34]
19. ↑  劉儒淵，現任於東海大學景觀學系兼任副教授一職，專長於遊憩生態、生態環境衝突等學術領域[40]。
20. ↑  周天穎，現任於東吳大學GIS技術支援中心顧問一職，專長於地理資訊系統、地理資訊系統實務、地理資訊系統專論等學術領域[41]。
21. ↑  法國菊原產於歐洲，為多年生草本植，能對當地環境有著極佳適應，因而成為在八通關草原上優勢物種[42]。
22. ↑  這裡陳述是林緣與火災維持線的關係，請參見注10。